# Treffléan
Treffléan (en bretó Trevlean) és un municipi francès, situat a la regió de Bretanya, al departament d'Ar Mor-Bihan. L'any 2006 tenia 1.806 habitants.

## Demografia
| 1962                                       | 1968 | 1975 | 1982  | 1990  | 1999  |
| ------------------------------------------ | ---- | ---- | ----- | ----- | ----- |
| 564                                        | 591  | 705  | 1.144 | 1.441 | 1.445 |
| Des de 1962: població sense dobles comptes |      |      |       |       |       |

## Administració
| Període | Identitat   | Partit |
| ------- | ----------- | ------ |
| 2001-   | René Mazier |        |